# Lac Djouloukoul
Le Djouloukoul (en russe : Джулукуль) est un lac de haute montagne situé dans l'Altaï à l'est de la république de l'Altaï dont c'est le deuxième lac par ordre de grandeur, après le lac Teletskoïe. Il dépend du territoire administratif du raïon d'Oulagan et fait partie de la réserve naturelle de l'Altaï qui est inscrite à la liste du patrimoine mondial de l'Unesco. Il se trouve au nord-ouest du Khindiktig-Khol.

## Géographie
Le Djouloukoul se trouve sur les hauteurs de la rivière Tchoulychman à 2 176 mètres d'altitude. Sa longueur est de 10 kilomètres et sa largeur de 3,5 kilomètres. Il est peu profond : 7 mètres en moyenne et formé de moraine. Ses berges plutôt marécageuses sont recouvertes de bouleaux nains et de graminées. La vallée glaciaire du Djouloukoul est un exemple rare d'étude de la formation de l'Altaï.

## Faune
Le lac est fort poissonneux. Des colonies d'oiseaux rares pour l'Altaï y nidifient, comme le fou et la mouette.